# يييانغ
يييانغ (بالصينية: 益阳市 )‏ هي مدينة على مستوى محافظة، في جمهورية الصين الشعبية، تتبع خونان، تبلغ مساحتها 12,325 كيلومتر مربع، رمزها البريدي هو 413000.

## مدن توأم
المدن التوأم:
- بتاح تكفا
- محافظة نامهاي.

## التقسيمات الإدارية
- Ziyang, Yiyang [الإنجليزية]‏
- Heshan, Yiyang [الإنجليزية]‏
- Nan County [الإنجليزية]‏
- Taojiang County [الإنجليزية]‏
- Anhua County [الإنجليزية]‏
- يوانجيانغ  [لغات أخرى]‏.

## أعلام
- تشو يانغ
- زنغ يي
- تشاو جونغ